# Лученец (район)
Район Лученец (словац. Okres Lučenec) — район Словакии. Находится в Банскобистрицком крае.
В этом районе расположен замок XII века Дивин.

## Население
| Год:        | 1994   | 2004    | 2014    | 2024    |
| ----------- | ------ | ------- | ------- | ------- |
| Broj ljudi: | 73 470 | 73 287  | 74 401  | 68 623  |
| Разница:    |        | −0,24 % | +1,52 % | −7,76 % |

### Статистические данные (2001)
Национальный состав:
- Словаки — 67,6 %
- Венгры — 27,6 %
- Цыгане — 2,8 %
- Чехи — 0,5 %

Конфессиональный состав:
- Католики — 68,2 %
- Лютеране — 12,8 %
- Реформаты — 0,7 %
- Свидетели Иеговы — 0,6 %